# 岡部長慎
岡部 長慎（おかべ ながちか）は、江戸時代後期の大名。和泉国岸和田藩9代藩主。官位は従五位下美濃守。岸和田藩岡部家10代。

## 略歴
8代藩主・岡部長備の次男として誕生。母はその側室とされる。幼名は千弥。通称は第次郎。号は南山。
次男として生まれたが、世嗣であった兄の長周と父が享和3年（1803年）に相次いで死去したため家督を継いだ。この頃、岸和田藩は「負債山を成す」とまで言われるほど藩財政が悪化していたため、長慎は自ら倹約に努め、新税の導入、大坂商人の登用、家臣の禄高を抑制などを行った。さらに文武を奨励し、家臣に不正があれば厳しく罰した。しかしやさしい一面もあり、家臣が病気になったときにはよくいたわったと言われている。文化8年（1811年）、水間寺本堂を再建し文政年間までに諸堂宇を再興した。天保4年（1833年）11月24日、長男の長和に家督を譲って隠居したが、藩政の執政は続けた。
隠居の後、藩史をまとめ上げた「岡部氏家訓」を作った。弘化4年（1847年）、小野蘭山口述の本草綱目啓蒙が板木の焼失により絶版となっていたことを惜しみ「重訂本草綱目啓蒙」として復刊させ、さらに嘉永2年（1849年）、服部雪斎らに図を描かせ「本草綱目図譜」として刊行させた。嘉永4年（1851年）、藩校講習館を設立し、儒学者相馬九方を招聘してその講師とした。
安政5年（1858年）12月25日、72歳で死去した。墓所は東京都新宿区榎町の済松寺。

## 系譜
- 父：岡部長備（1763-1803）
- 母：側室
- 正室：松平忠済の娘
- 継室：於久二 - 青山忠裕の養女、青山幸孝の娘
- 側室
  - 長男：岡部長和（1807-1850）
  - 次男：岡部長寛（1809-1887） - 岡部長貞の養子
  - 六男：岡部長発（1834-1855）
- 生母不明の子女
  - 女子：池田定保正室
  - 女子：松浦曜正室
  - 女子：賀子 - 貞寿院、岡部長和養女、六郷政殷正室
- 養子
  - 女子：トシ - 三宅康明正室、土井利義娘